# Giovanni Battista Cimaroli

Extrait du livre d'Orlandi, entrée Cimaroli.

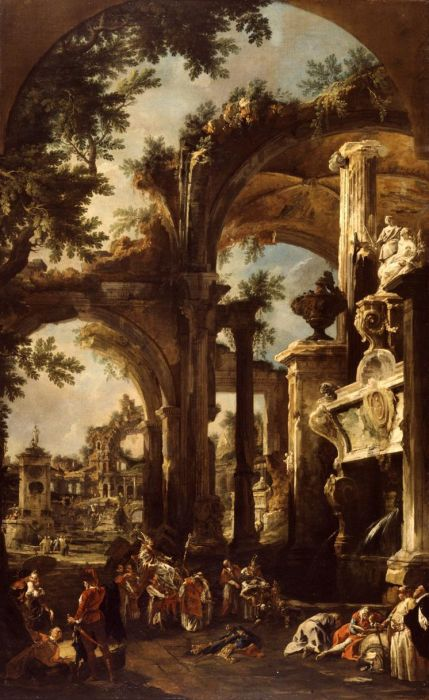
Tombe allégorique de Lord Somers, Birmingham.

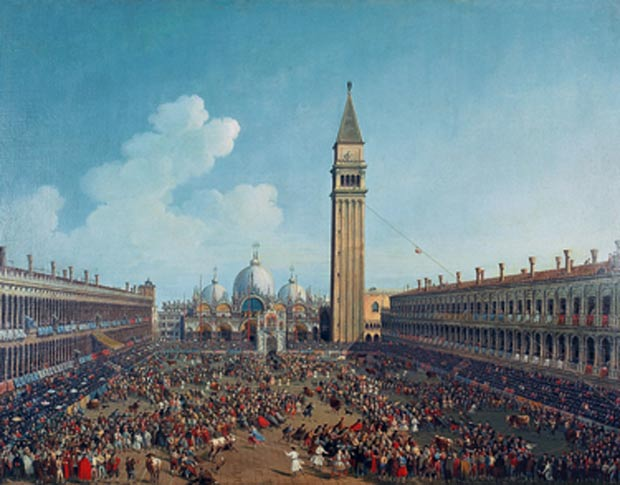
Course de taureaux sur la place Saint-Marc. Venise, 1740.. Collection Terruzzi.

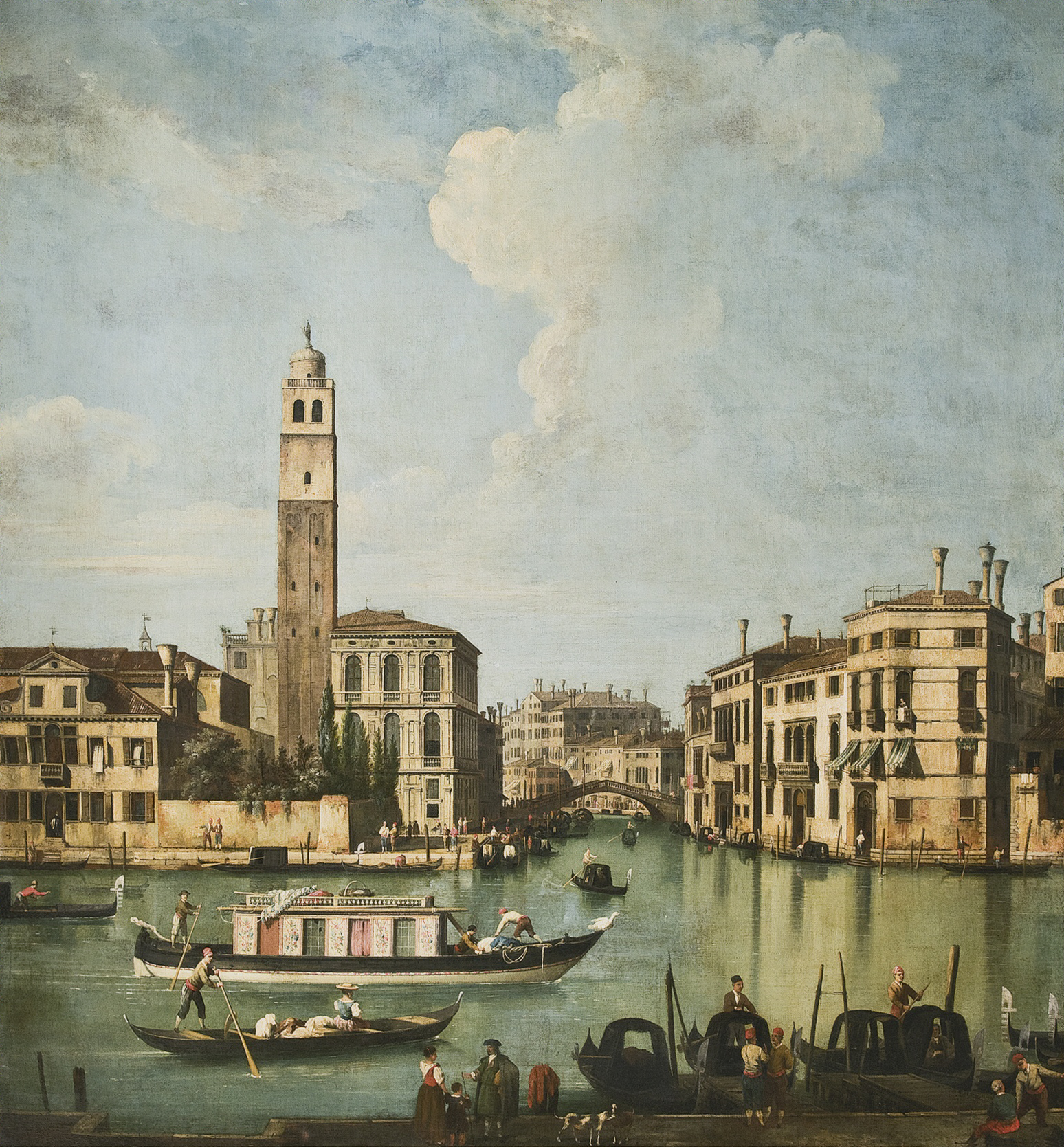
Vue du Grand Canal, avec San Geremia, Palazzo Labia et l'entrée.. Vente Sotheby's 2013.

Giovanni Battista Cimaroli, dont le nom est aussi épelé Cimarolo, Cimarollo, Cimeroli, Simarolo, Chimeroli, Cingheroli ou Cignaroli, baptisé le 12 décembre 1687 et décédé en 1771, est un peintre italien de la période baroque tardive, connu pour ses peintures de paysages, la participation à une série d'allégories pour des tombes, et des vedute dans le style de Canaletto.

## Biographie
Giovanni Battista Cimaroli naît à Salò sur le lac de Garde, près de Brescia, fils de Girolamo et d'Angela Magnanine. Il commence l'étude de la peinture à l'école d'Antonio Aureggio de Brescia, et à Bologne dans l'atelier d'Antonio Calza (en), un paysagiste et peintre de batailles assez connu, dont Cimaroli deviendra le beau-frère : Cimaroli aurait épousé la sœur de la troisième femme de Calza, Angiolà Agnese Pakman, elle-même connue comme peintre de fleurs, de fruits et d'animaux. La femme de Cimaroli aussi, dont on ne sait pas le nom, se consacre à ce genre de peinture comme le prouvent ses deux Nature morte con fiori, cagnoletto e confetture achetées pour 12 ducats par le Feldmarschall Schulenberg à Venise, et dont on sait qu'ils ont été envoyées en Allemagne en septembre 1736.
Cimaroli s'installe à Venise vers 1713. À partir de 1722, ou même avant, il entre en relation avec Canaletto, de dix ans plus jeune mais déjà connu, et il en devient un des collaborateurs.
Pendant la période de 1722 à 1726, Cimaroli collabore avec d'autres peintres italiens, dont Canaletto, à un projet assez étrange conçu par Owen McSwiney qui consiste en la création d'une série de tombeaux allégoriques. Ce projet a pour objectif de commémorer des personnages britanniques illustres, qui ont joué un rôle pendant la Glorieuse Révolution. Le projet est financé principalement par Charles Lennox (2e duc de Richmond),. Haskell cite divers collaborateurs de Cimarosi :
- Pour la tombe de lord Somers (Birmingham, City Museum and Art Gallery), peinture commémorant Lord John Somers, le paysage est de Cimaroli, alors que les personnages sont de Piazzetta et Canaletto pour les constructions ;
- Avec Balestra et les deux frères Domenico et Giuseppe Valeriana, élèves de Marco Ricci, Cimaroli peint la tombe de Guillaume III d'Orange (collection du duc de Kent) pour honorer Guillaume III d'Orange-Nassau ;
- Pour la tombe de l'archevêque Tillotson (Liverpool, coll. P. Moores) commémorant John Tillotson, l’archevêque de Canterbury, Cimaroli peint le paysages, Canaletto peint les constructions et la composition d'ensemble. Les personnages sont de Pittoni ;
- Toujours avec Pittoni et avec Pietro Paltronieri (dit il Mirandolese), Cimaroli peint un autre tableau de la série, figurant la tombe de Charles Sackwille (Londres. Vente Sotheby's du 14 mai 1958), en honneur de Lord Dorset. Sa participation se limite à la réalisation du feuillage des arbres ;
- Spadotto complète la liste[4] en incluant Domenico Valeriani et Pittoni comme collaborant à la tombe de James 1er comte de Stanhope (Norfolk, Virginia, Chrysler Museum), tableau en l'honneur de James Stanhope, premier comte Stanhope.

À Venise, Cimaroli se fait un nom par lui-même. Le védutisme pratiqué notamment par Caneletto devient une source d'inspiration pour Cimaroli qui réalise lui aussi des vues topographiques de Venise. Jusqu'à récemment, elles ont souvent été faussement attribuées à Canaletto. Ainsi, la Vue du Grand Canal, avec San Geremia, Palazzo Labia et l'entrée reproduite ici est très proche d'une vue de Canaletto. Il travaille « pour des commandes venues d'Angleterre et d'autres villes lointaines où on appréciait ses peintures »".
Parmi les premiers clients de Cimaroli, il y a le maréchal Schulenberg, le comte Carl Gustaf Tessin de Suède, et le négociant d'art britannique Joseph Smith (1682–1770), installé à Venise et qui devient ultérieurement consul d'Angleterre à Venise. C'est à travers la vente de la collection de Smith au roi George III que six Paesaggi peints par Cimaroli sont entrés dans la Royal Collection. Trois de ces paysages, qui rappellent par leur tonalité des motifs d'Alessandro Magnasco et Marco Ricci, sont encore conservés dans les collections royales du palais de Buckingham. Depuis 1729, deux de ses Paesi à aquarelle, propriété de F. M. Gabburri, sont accrochés dans le cloître de la basilique de la Santissima Annunziata de Florence.
Deux documents de l'époque témoignent du succès de Cimaroli sur le marché anglais, où il est en partie vu comme substitut à Canaletto, difficilement accessible à cause du prix extrêmement élevé de ses tableaux. Le premier est une lettre de Cimaroli lui-même, dans laquelle qui se déclare disposé à exécuter des peintures au prix de faveur de six sequins chacune « sous réserve de discrétion, étant donné que je travaille constamment pour l'Angleterre à des prix plus élevés ».
La seconde est une lettre de comte Carl Gustaf Tessin de Suède envoyé de Venise à Stockholm le 16 juin 1736 : il passe en revue les peintres vénitiens les plus connus du moment, et mentionne à propos de Cimaroli, que ses tableaux, à cause de la similitude des thèmes avec les peintures avec de Canaletto, sont tellement appréciés par les collectionneurs anglais, dans l'impossibilité de se procurer des originaux de Canaletto, « que cela fait monter le prix de la plus petite d'un de ses peintures à au moins trente sequins ».
Giovanni Cimaroli, malgré l'estime de ses contemporains, a été presque oublié jusqu'au milieu du XXe siècle. Il fait l'objet d'un regain d'intérêt, ce qui est illustré par la publication du premier catalogue raisonné de ses œuvres peintes.
Le peintre paysagiste Cimaroli est aujourd'hui assez bien répandu - ses Paysages se trouvent au palais Taverna de Monte Giordano (it) à Rome, dans la Fondation Cini à Venise et dans nombreuses collections privées et en vente dans des galeries italiennes et étrangères. Cimaroli comme auteur de vedute, dans le style de Canaletto, était moins connu jusqu'à une époque récente. Parmi les vues attribuées à Cimaroli depuis longtemps figurent la Villa Negrelli già Foscarini a Stra (Bruxelles, Musée royal), la Vue du Grand Canal, avec San Geremia, Palazzo Labia et l'entrée (Sotheby's, Vente de janvier 2013) et la Course de taureaux sur la place Saint-Marc (collection Teruzzi). Cette dernière est déjà mentionnée en 1761 dans le guide de Dodsley. Elle y figure comme œuvre commune de Canaletto et Cimaroli, mais actuellement on exclut la participation de Canaletto.
En outre, d'après les livres comptables du Feldmarschall Schulenburg, Cimaroli a été payé le 12 juillet 1736, pour deux vues de Venise, l'un avec la Pointe de la Douane, l'autre avec l'Église de la Charité, mais on n'a pas de trace de ces tableaux. Il y a aussi une Place Saint-Marc (Bonhams, Londres, vendu le 5 décembre 2012), et une Veduta del Dolo (San Marco Casa D'Aste Spa, vendue le 6 juillet 2008). Comme les œuvres de Cimaroli ne sont pas signées, ses peintures sont parfois attribuées à des auteurs plus connus comme Giovanni Francesco Costa, Giuseppe Zais, Francesco Battaglioli, Giuseppe Zocchi, et surtout Francesco Zuccarelli. Les paysages campagnards de Cimaroli ne sont pas sans rappeler les scènes arcadiennes de Francesco Zuccarelli, influencés par une certaine tradition de réalisme lombard. Zuccarelli est un peintre recherché en Angleterre autant que Canaletto et Cimaroli l'imite intentionnellement parfois.
Cependant, une analyse plus fine des œuvres authentifiées, comme les tombes et les paysages du Buckingham Palace permet de « déterminer les caractères artistiques Cimaroli, en observant les troncs hauts, les branches allongées, le feuillage bien délimités exécutés avec minutie, les petites feuilles nettement détachées et l'atmosphère aérienne de plus en plus transparente et plus légère ».